# Пономаренко, Виталий Анатольевич

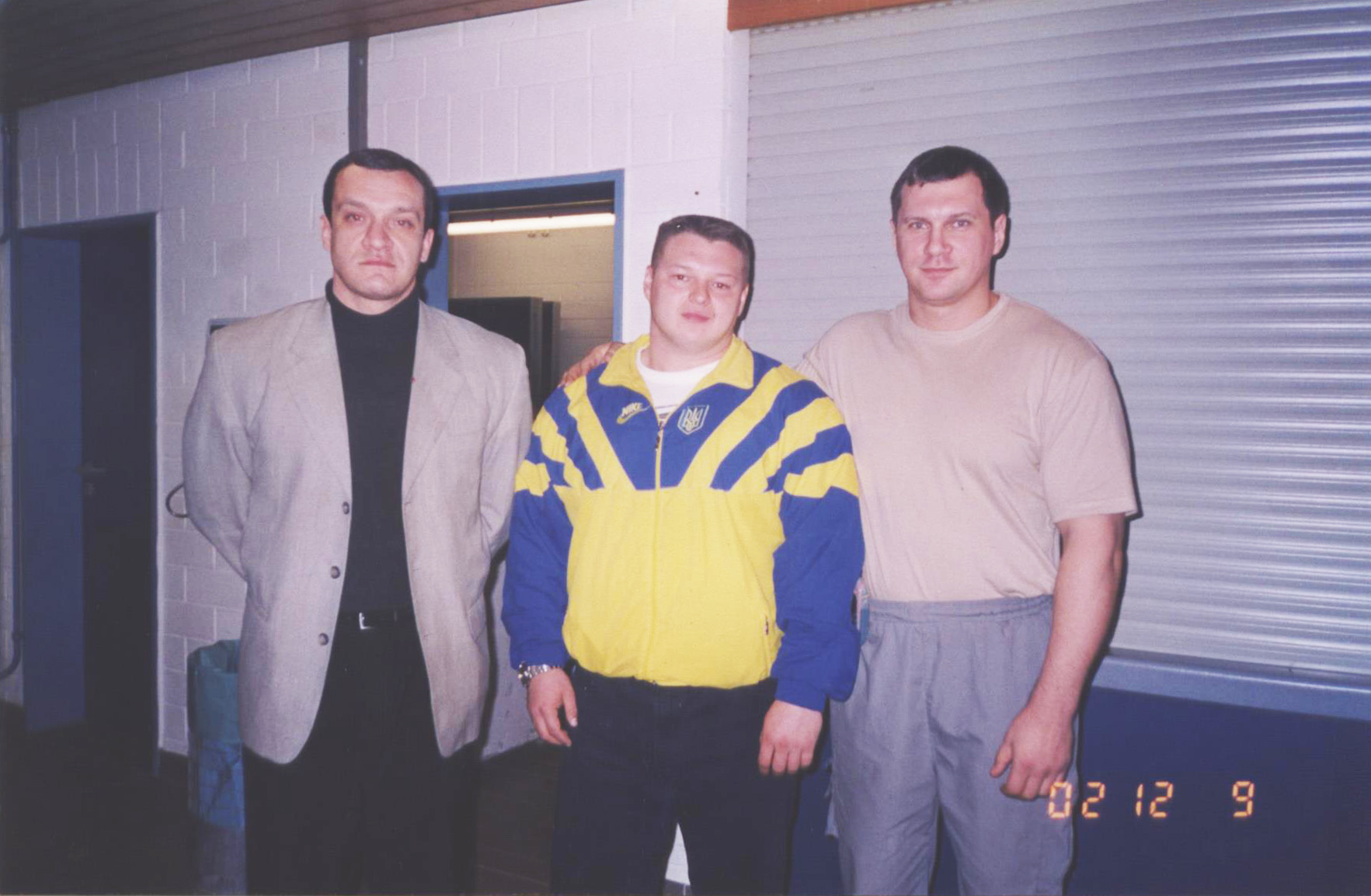
Виталий Пономаренко (по центру) на Чемпионате мира IPF по жиму лёжа (Хамм, Люксембург, 2002) с тренером Игорем Корнейчуком (слева) и его учеником Евгением Матасовым (справа)

Пономаренко Виталий Анатолийович (18 марта 1974, Ивано-Франковск — 5 февраля 2008, Кривой Рог, Днепропетровская область) — украинский пауэрлифтер. Мастер спорта Украины международного класса, чемпион и мировой рекордсмен, чемпион Европы по жиму лёжа.

## Биография
Родился 18 марта 1974 года в городе Ивано-Франковске. Отец, Анатолий Васильевич, — военный, направлен в Прикарпатье из села Жерденовка Гайсинского района Винницкой области; мать, Любовь Ивановна, — бухгалтер.
Окончил техникум электронных устройств, служил в армии. В 20 лет выполнил норматив мастера спорта.
Умер 5 февраля 2008 года в городе Кривой Рог в послеоперационном отделении больницы от острой сердечной недостаточности.
Похоронен на кладбище села Чукаловка Ивано-Франковского района. У Виталия остались жена и двое маленьких дочерей.

## Спортивная карьера
Чемпион Европы (EPF):
- 1998 — 235 кг в категории 100 кг;
- 2000 — 250 кг в категории 100 кг;
- 2002 — 255 кг в категории 100 кг.

Чемпион мира (IPF):
- 2003 — 285 кг в категории 100 кг;
- 2005 — 1-е место на турнире Arnold weekend (325 кг).

Неоднократный чемпион мира по версии WPC/WPO.

### Чемпионат мира по пауэрлифтингу
2—6 ноября 2007 года в Хельсинки (Финляндия) проходил Чемпионат мира по пауэрлифтингу и жиму лёжа с участием спортсменов из 20 стран. В украинскую сборную входил Виталий Пономаренко, несколько месяцев назад подтвердивший титул сильнейшего человека планеты на 17-м чемпионате Arnold weekend под патронатом Арнольда Шварценеггера.
В Хельсинки установил 3 мировых рекорда: 340, 350 и 355 кг. Его результат превысил абсолютный рекорд мира в жиме лёжа во всех видах пауэрлифтинга.
Чемпионами мира стали также его воспитанники — студенты Национального технического университета нефти и газа Михаил Калин, Вадим Мысак и Виталий Богачевский (среди юношей до 19 лет).